# Transfer Orbit Stage

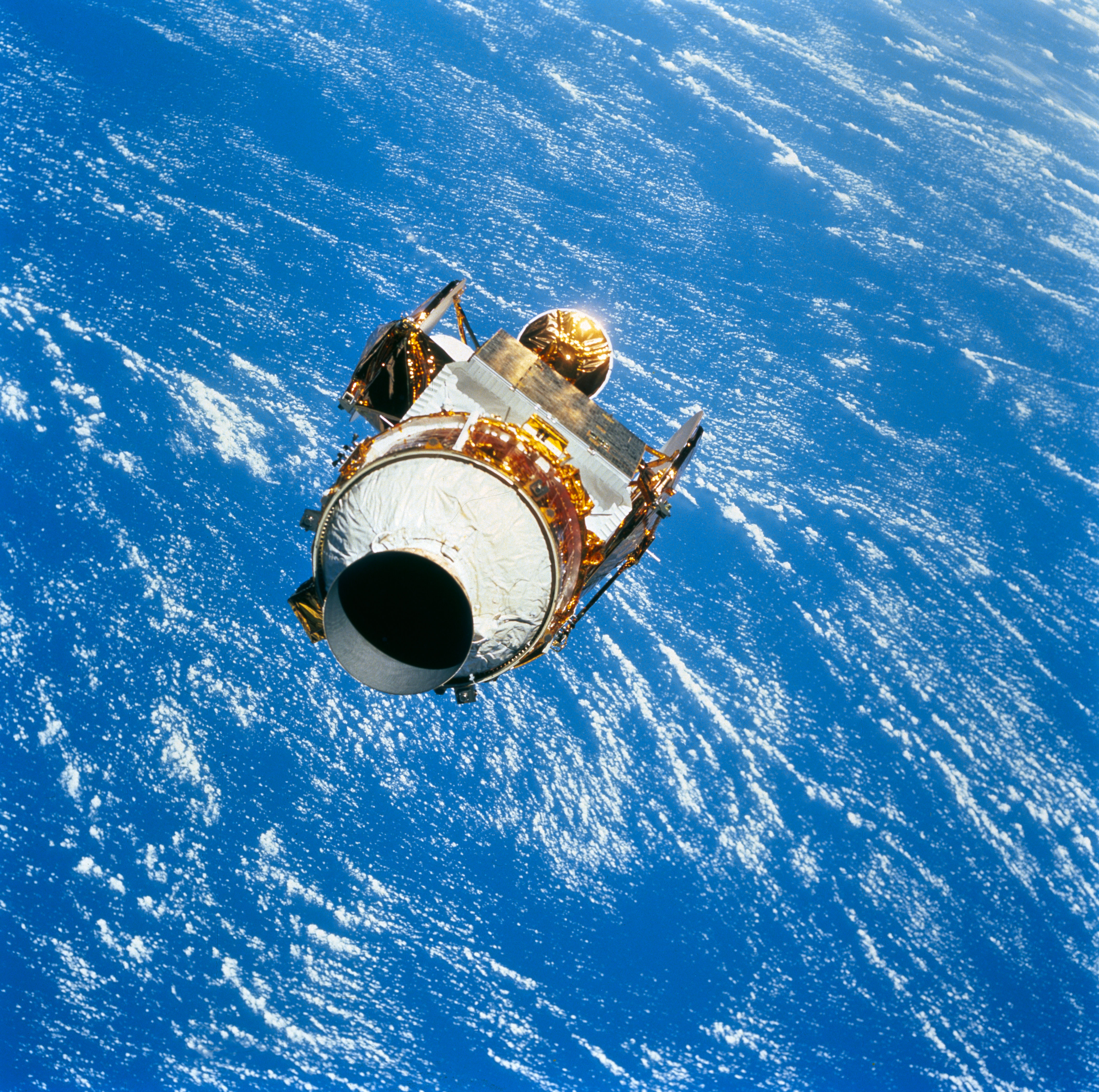
TOS avec ACTS, vu depuis STS-51.

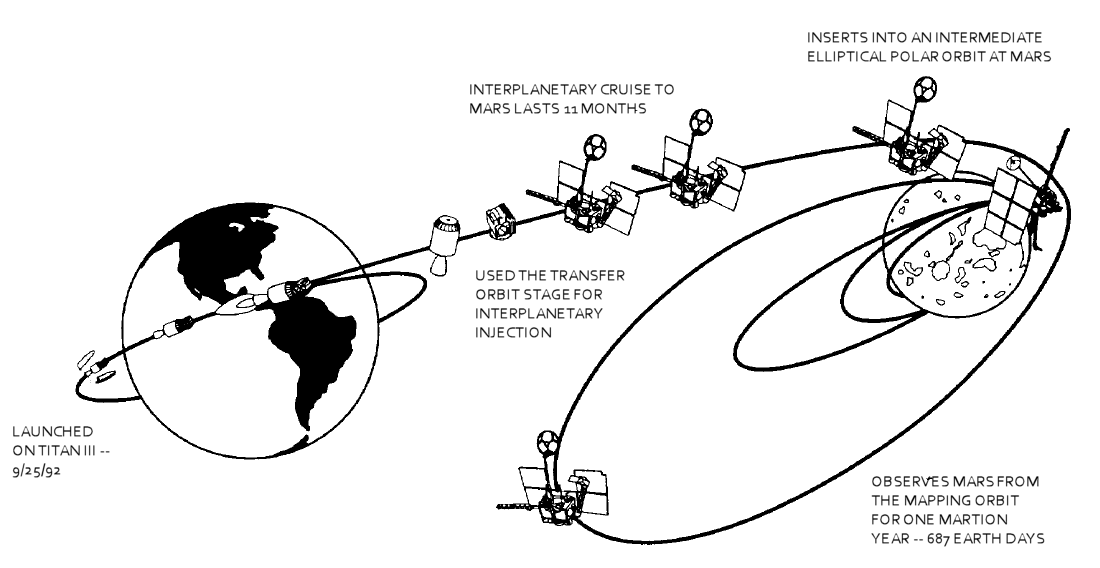
La trajectoire prévue de Mars Observer sur ce schéma illustre également la fonction de l'étage de transfert orbital. Après que le vaisseau commercial Titan III eut transporté le satellite et le TOS en orbite basse terrestre sur son étage supérieur, la coiffe s'est séparée et l'étage de transfert orbital a accéléré le satellite en direction de Mars.

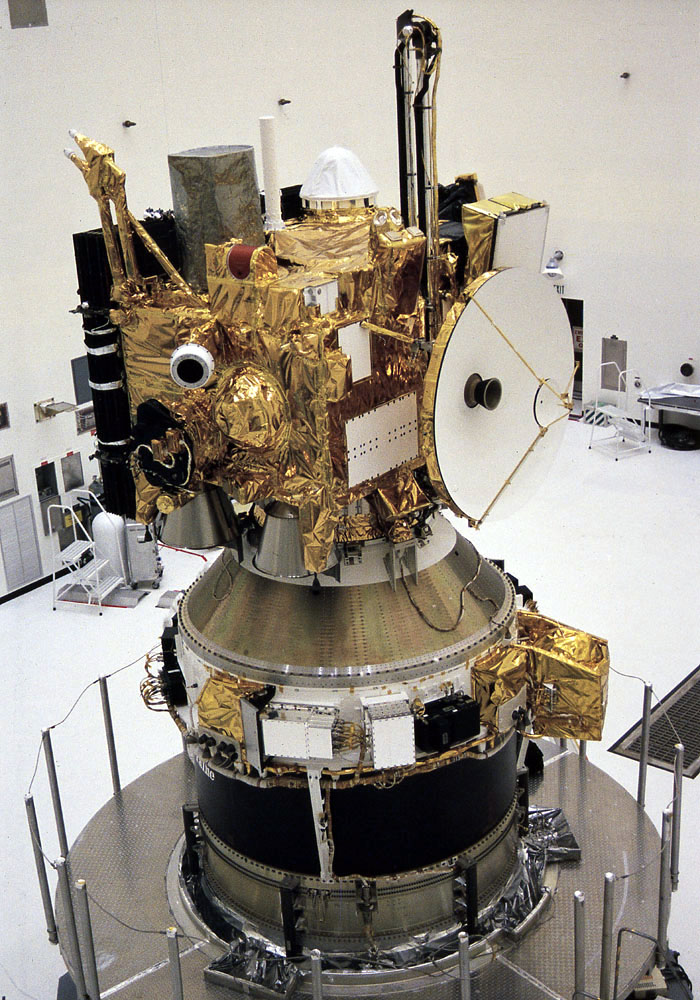
La préparation de Mars Observer et de l'étage de transfert d'orbite (TOS) avant leur intégration à l'étage supérieur du Commercial Titan III.

Le Transfer Orbit Stage (TOS) est un étage supérieur développé par Martin Marietta pour le compte d’Orbital Sciences Corporation à la fin des années 1980 et au début des années 1990. Le TOS avait pour objectif de constituer une alternative moins coûteuse aux étages supérieurs Inertial Upper Stage et Centaur G. Il était conçu pour être lancé par des lanceurs Titan 34D, Commercial Titan III ou depuis la navette spatiale américaine.
Le système de propulsion principal du Transfer Orbit Stage était un moteur-fusée à propergol solide Orbus 21. Le contrôle d’attitude était assuré par des propulseurs à l’hydrazine. Le système de navigation inertielle reposait sur un gyroscope à laser annulaires fourni par Honeywell. Son système de commande utilisait un algorithme de contrôle optimal temporellement planifié pour assurer la stabilité durant la combustion du moteur Orbus 21, tandis qu’un contrôleur en plan de phase régulait le système de contrôle de réaction.
Seuls deux Transfer Orbit Stage ont été lancés. Le premier vol a eu lieu le 25 septembre 1992 à bord d’un lanceur Commercial Titan III, transportant la sonde Mars Observer à destination de Mars. Bien que le lancement ait été un succès, la sonde a subi une défaillance plus tard dans sa mission. Le deuxième TOS a été utilisé lors de la mission STS-51 à bord de la navette spatiale navette spatiale Discovery, pour le déploiement du satellite Advanced Communications Technology Satellite (ACTS). Ce lancement fut également un succès.
Le Transfer Orbit Stage était conçu pour se séparer de la navette spatiale grâce à des dispositifs pyrotechniques logés dans une structure métallique rompable appelée « Super Zip ». Lors de la mission STS-51, les dispositifs pyrotechniques principal et de secours ont été activés simultanément par erreur, causant des dommages mineurs au TOS ainsi qu’au revêtement de la soute de la navette. Cependant, le satellite ACTS a été déployé avec succès et a fonctionné normalement en orbite. La navette a pu atterrir sans incident malgré cette anomalie.